# 도정은
도정은(1993년 7월 6일 ~ )은 대한민국의 여성 치어리더이다.